# Ich kann mein Herz nur einmal verschenken
Ich kann mein Herz nur einmal verschenken (später auch als Leise spielt die Balalaika aufgeführt) ist ein US-amerikanisches Westernmusical aus dem Jahr 1947 von Allan Dwan mit Nelson Eddy und Ilona Massey in den Hauptrollen. Der Film wurde von Republic Pictures produziert.

## Handlung
In den 1830er Jahren begrüßen Prinz Nickolai Balinin und seine Frau, Prinzessin Tanya, in ihrem Haus in Fort Ross, einer russischen Kolonie in der Nähe des kalifornischen Russian River, Natalia Alanova, eine junge Frau, die gerade aus Russland angekommen ist. Obwohl Natalia behauptet, aus gesundheitlichen Gründen nach Kalifornien gekommen zu sein, ist die Prinzessin skeptisch. Am Abend hören Natalia und ihre Magd Olga eine Bande singender Sträflinge und suchen besorgt nach Natalias Ehemann, Graf Igor Savin, den Natalia aus politischen Gründen heiraten musste. Im Garten seines Hauses erzählt der Prinz Natalia, dass Jim Laurence, ein ehemaliger Captain der amerikanischen Armee, der jetzt für den Prinzen arbeitet, ihre Einwanderungspapiere bestätigen muss. Er erklärt, dass die Festung bald unter Laurences Kommando kommen wird. Als Laurence ankommt, prüft er Natalias Papiere, weigert sich jedoch, sie zu unterschreiben, als er erkennt, dass die russische Unterschrift gefälscht ist. 
Kurz darauf peitscht der Aufseher der Sträflinge, Volkoff, einen Gefangenen aus, bis Laurence die Peitsche beschlagnahmt und ins Gebüsch wirft. Die Peitsche erschreckt Natalias Pferd, das durchbrennt, doch Laurence folgt und kann das Tier beruhigen. Natalia fragt ihn, warum er sie nicht den Behörden übergeben habe und erklärt, dass sie wegen der politischen Feinde ihres Vaters die Unterschrift auf ihren Papieren fälschen musste. Etwas später sehen Natalia und Laurence, wie ein Sträflingsschiff ankommt. Laurence fragt, ob sie Savin kenne, der an Bord sei, aber sie behauptet, dass sie es nicht weiß. Es wird Alarm geschlagen, da ein Trupp Indianer die Stadt angreift. Laurence hilft bei der Verteidigung, während Natalia Savin begegnet, der droht, Natalias Vater töten zu lassen, indem er ihn dem Zaren ausliefert, wenn sie ihren Einfluss bei Laurence nicht nutzt, um ihm bei der Flucht zu helfen.
Während sich die Russen auf das anstehende Osterfest vorbereiten, kehrt Lawrence zurück und ist wütend, dass Natalia noch nicht nach Hause zurückgekehrt ist. Natalia schickt Laurence eine Nachricht mit der Bitte, sie zum Osterfest zu treffen, wo er ihr das Georgskreuz überreicht, das ihm der Zar verliehen hat. Sie beschließt, ihn nicht um Hilfe zu bitten und gibt Savin stattdessen alle ihre Juwelen, darunter Savins eigenes Georgskreuz, damit er Volkoff bestechen kann. Natalia versucht Laurence die Wahrheit über ihre Beziehung zu Savin zu sagen, als die Nachricht von seiner Flucht eintrifft, doch bevor sie etwas sagen kann, machen sich Laurence und seine Männer auf die Suche nach Savin und Volkoff. Bei der Flucht schießt Volkoff auf Laurence, der stürzt, mit dem Kopf gegen einen Felsen schlägt und bewusstlos wird. Laurences Scout holt die Juwelen zurück und Laurence verwechselt Savins Kreuz mit seinem eigenen. 
Am nächsten Tag arrangiert Laurence, dass Natalia und Olga mit dem nächsten Frachtschiff in Richtung Orient abreisen. Als die beiden an Bord gehen, entdecken sie Savin und Volkoff, die sich in ihrer Kabine verstecken. Als ein russischer Soldat Savin an Bord sieht, meldet er sich beim Prinzen. Als der Prinz und die Prinzessin mit Laurence ankommen, zieht Savin eine Waffe. Laurence tötet Savin und Volkoff und sie kehren alle nach Fort Ross zurück.

## Hintergrund
Gedreht wurde der Film von Ende Oktober bis Mitte Dezember 1946 in den Republic-Studios in Hollywood.
Hilyard M. Brown und Fred A. Ritter oblag die künstlerische Leitung. John McCarthy Jr. und James Redd waren für das Szenenbild zuständig, Adele Palmer für die Kostüme. Die Brüder Theodore und Howard Lydecker schufen die Spezialeffekte. Yakima Canutt war der Regisseur der Second Unit und zusätzlich Stunt-Koordinator.
Nelson Eddy trat letztmals in einem Kinofilm auf.

## Musik
Von Rudolf Friml (Melodie) und Edward Heyman (Texte) stammten die Songs Weary, Nearer and Dearer, Love Is the Time, Tell Me with Your Eyes, Raindrops on a Drum und One More Mile to Go.

## Synchronisation
Die deutsche Synchronfassung entstand 1950 im Auftrag der Elite Film Franz Schröder GmbH im Berlin unter der Dialogregie von Bruno Hartwich, der zusammen mit Fritz A. Koeniger das Dialogbuch verfasste.
| Rolle                  | Schauspieler       | Deutscher Synchronsprecher |
| ---------------------- | ------------------ | -------------------------- |
| Jim Laurence           | Nelson Eddy        | Axel Monjé                 |
| Natalia Alanova        | Ilona Massey       | Tilly Lauenstein           |
| Graf Igor Savin        | Joseph Schildkraut | Ernst Schröder             |
| Prinzessin Tanya       | Elsa Lanchester    | Tatjana Sais               |
| Prinz Nickolai Balinin | Hugo Haas          | Alfred Balthoff            |

## Veröffentlichung
Die Premiere des Films fand am 25. Juni 1947 statt. In der Bundesrepublik Deutschland kam er am 14. Februar 1951 in die Kinos, in Österreich am 2. November 1951.

## Kritiken
Dem Kritiker des TV Guide erschien es, als sehe Regisseur Allan Dwan, stets geschickt und kompetent, den Film als unter seiner Würde an. Er fände aber dennoch Humor in der schwülstigen Geschichte, indem er sich über Eddys Leinwandbild und seinen Gesang lustig mache.
Das Lexikon des internationalen Films schrieb: „Westernoperette um Politik und Liebe.“